# 松岡花
松岡花（日语：／ Matsuoka Hana */?，2000年1月19日—）是日本前偶像藝人，為女子偶像團體HKT48 Team KIV前成員，曾擔任Team KIV隊長，千葉縣出身。2015年以選秀2期生身分加入HKT48。2024年9月28日自HKT48畢業，並退出演藝圈。

## 經歷
2014年9月23日，作為AKB48與DIP合作的「打工AKB」企劃成員開始進行活動。
2015年2月28日，於AKB48劇場舉行打工AKB第一場，同時也是最後一場的劇場公演，結束在打工AKB的活動。5月10日，參加於有明競技場舉辦的「第二屆AKB48集團選秀會議」，在第一輪由HKT48 Team H單獨指名，並成為Team H的研究生。6月27日，在橫濱體育館舉辦的「HKT48日本巡迴演唱會～日本統一還沒結束耶～」初日公演中首度披露。8月30日，出演HKT48向日葵组「睡衣兜风」公演，於劇場公演出道。
2016年2月28日，在福岡舉辦的HKT48第6張單曲《吵死了！》的全國握手會中，披露成為HKT48第7張單曲的選拔成員之一，首次進入選拔。3月30日，在最後一天的HKT48春季演唱會上，由HKT48劇場經理指原莉乃宣布成立HKT48的第三支隊伍Team TII，升格為正式成員。7月12日，於福岡太陽宮舉辦的HKT48全國巡演上，宣布將擔任HKT48第8張單曲《最棒了唷》的Center。9月15日，於橫濱體育館舉辦的「AKB48集團同時舉辦演唱會in橫濱」上，披露成為AKB48第46張單曲《High Tension》的選拔成員之一，首次進入AKB48單曲選拔。
2017年6月17日，在「AKB48第49張單曲選拔總選舉」中以15,396票票獲得第80名，首次進入圈內並成為Upcoming Girls的一員。8月2日發行的HKT48第10張單曲《接吻真的只能慢慢來嗎？》，由松岡擔任Center。
2018年6月16日，於「AKB48第53張單曲選拔總選舉」中以21,196票獲得第66名，成為Future Girls的一員。
2021年3月4日，成為福岡縣福智町應援大使。
2022年10月16日，於幕張展覽館舉行的11周年紀念演唱會「HKT48 11th anniversary LIVE 2022 ～給未來的信息～」的第一天夜公演中，發表了被稱為「轉班」（クラス替え）的隊伍重組消息和Team TII解散，轉移到Team KIV分隊，並擔任Team KIV隊長。
2024年4月7日，於福岡市民會館舉行的「HKT48　春季演唱會2024～POP・STEP・JUMP～」中宣布畢業，畢業時間預定於當年秋季。9月22日，於HKT48劇場舉行畢業公演。9月28日，於福岡太陽宮舉行畢業演演唱會「松岡花畢業演唱會 ～小花!小花!最棒了!～」（松岡はな卒業コンサート ～はなって!はなって!最高かよ!～），正式從HKT48畢業，並從演藝圈引退。

## 人物
- 暱稱是Hana-chan（はなちゃん）[2]，「打工AKB」活動時的暱稱則為Hana（はな）[1]。
- 家中成員除父母外，還有一位哥哥[1]。
- 魅力點是從父親那遺傳到的修長指頭[2]。
- 特技是舞蹈，有十三年的舞蹈經驗[28]，過去曾以兒童舞團成員之一獲得ALL JAPAN SUPER KIDS DANCE CONTEST的關東區預賽優勝[29]。
- 目標的成員為AKB48的島崎遙香[30]。

## 參與歌曲
- 標註「★」符號者表示該首歌曲有拍攝MV。

### 單曲CD
HKT48
|      | 發行日期       | 單曲名稱               | 參與歌曲名稱                   | 名義       | 收錄於 | MV | 備註                        |
| ---- | -------------- | ---------------------- | ------------------------------ | ---------- | ------ | -- | --------------------------- |
| 7th  | 2016年04月13日 | 給74億分之1的你        | 給74億分之1的你                |            | 全版本 | ★  | A面曲 出道作品 首次進入選拔 |
| 8th  | 2016年09月07日 | 最棒了唷               | 最棒了唷                       |            | 全版本 | ★  | A面曲 首次擔任Center        |
| 8th  | 2016年09月07日 | 最棒了唷               | 空耳搖滾                       | Team TII   | 全版本 | ★  | Center                      |
| 8th  | 2016年09月07日 | 最棒了唷               | 女孩啊，必須全力奔跑！         |            | 劇場盤 |    | 獨唱曲                      |
| 9th  | 2017年02月15日 | BUG也無妨              | BUG也無妨                      |            | 全版本 | ★  | A面曲                       |
| 9th  | 2017年02月15日 | BUG也無妨              | 不可避免的情人                 |            | 全版本 | ★  | Center                      |
| 9th  | 2017年02月15日 | BUG也無妨              | HKT48家族                      |            | 剧场盘 |    |                             |
| 10th | 2017年08月02日 | 接吻真的只能慢慢來嗎？ | 接吻真的只能慢慢來嗎？         |            | 全版本 | ★  | A面曲 Center                |
| 10th | 2017年08月02日 | 接吻真的只能慢慢來嗎？ | 浪漫的疾病                     |            | 剧场盘 |    |                             |
| 11th | 2018年05月02日 | 快進的日曆             | 快進的日曆                     |            | 全版本 | ★  | A面曲                       |
| 11th | 2018年05月02日 | 快進的日曆             | 不想當成是季節的錯             |            | 全版本 |    |                             |
| 11th | 2018年05月02日 | 快進的日曆             | 我的想念終有一日會化作彩虹為止 | 咲良花美久 | Type-C | ★  |                             |
| 11th | 2018年05月02日 | 快進的日曆             | 假想戀愛                       |            | 劇場盤 |    |                             |
| 12th | 2019年04月10日 | 意志                   | 意志                           |            | 全版本 | ★  | A面曲                       |
| 12th | 2019年04月10日 | 意志                   | 從誰開始握手                   |            | 全版本 |    |                             |
| 12th | 2019年04月10日 | 意志                   | 無論何時都在身旁               |            | Type-A | ★  |                             |
| 13th | 2020年04月22日 | 3-2                    | 3-2                            |            | 全版本 | ★  | A面曲                       |
| 13th | 2020年04月22日 | 3-2                    | How about you？                | Lit Charm  | Type-B | ★  |                             |
| 13th | 2020年04月22日 | 3-2                    | 青春的出口                     |            | 劇場盤 |    |                             |
| 14th | 2021年05月12日 | 想和你一起去某個地方   | 想和你一起去某個地方           | 燕選拔     | 全版本 | ★  | A面曲                       |
| 15th | 2022年06月22日 | 沙灘涼鞋為何不見了?    | 沙灘涼鞋為何不見了?            |            | 全版本 | ★  | A面曲                       |
| 16th | 2023年02月08日 | 你能做得更多           | 你能做得更多                   |            | 全版本 | ★  | A面曲                       |
| 16th | 2023年02月08日 | 你能做得更多           | February這一時節               | Team KIV   | Type-B |    |                             |
| 17th | 2023年12月20日 | 套個桶子吧！           | 套個桶子吧！                   |            | 全版本 | ★  | A面曲                       |
| 17th | 2023年12月20日 | 套個桶子吧！           | 我們背叛了                     |            | 全版本 |    | 與豐永阿紀共同擔任Center    |
| 18th | 2024年9月11日  | 終於能擔心你了         | 終於能擔心你了                 |            | 全版本 | ★  | A面曲                       |
| 18th | 2024年9月11日  | 終於能擔心你了         | 最强偶像请多关照!              | Team KIV   | Type-B |    |                             |

AKB48
|      | 發行日期        | 單曲名稱        | 參與歌曲名稱     | 名義           | 收錄於 | MV | 備註                    |
| ---- | --------------- | --------------- | ---------------- | -------------- | ------ | -- | ----------------------- |
| 46th | 2016年11月16日  | High Tension    | High Tension     |                | 全版本 | ★  | A面曲 首次進入AKB48選拔 |
| 46th | 2016年11月16日  | High Tension    | 快樂結局         | Renatchies     | Type-A | ★  |                         |
| 47th | 2017年03月15日  | Shoot Sign      | Shoot Sign       |                | 全版本 | ★  | A面曲                   |
| 47th | 2017年03月15日  | Shoot Sign      | 轉不停的摩天輪   | HKT48          | Type-C | ★  |                         |
| 48th | 2017年05月31日  | 空有願望        | 空有願望         |                | 全版本 | ★  | A面曲                   |
| 48th | 2017年05月31日  | 空有願望        | 前兆             |                | Type-A | ★  |                         |
| 49th | 2017年08月30日  | ＃就是喜歡你    | 月光假面         | Upcoming Girls | Type-C | ★  |                         |
| 50th | 2017年11月22日  | 11月的腳鏈      | 11月的腳鏈       |                | 全版本 | ★  | A面曲                   |
| 50th | 2017年11月22日  | 11月的腳鏈      | 法定速度與優越感 | U-17選拔       | Type-E | ★  |                         |
| 51st | 2018年03月014日 | Ja-Ba-Ja        | Ja-Ba-Ja         |                | 全版本 | ★  | A面曲                   |
| 51st | 2018年03月014日 | Ja-Ba-Ja        | 直到倒下為止     | HKT48          | Type-C | ★  |                         |
| 52nd | 2018年05月30日  | Teacher Teacher | Teacher Teacher  |                | 全版本 | ★  | A面曲                   |
| 53rd | 2018年09月19日  | 感傷列車        | 一季夏日         | Upcoming Girls | Type-C | ★  |                         |
| 53rd | 2018年09月19日  | 百合會盛開嗎？  |                  | 劇場盤         |        |    |                         |
| 54th | 2018年11月28日  | NO WAY MAN      | 早安開啟的世界   | U-19選拔2018   | Type-C | ★  |                         |
| 55th | 2019年03月13日  | 回憶上心頭DAYS  | 回憶上心頭DAYS   |                | 全版本 | ★  | A面曲                   |
| 57th | 2020年03月18日  | 感謝失戀        | 回憶吾友         | 1st Campus     | Type-B | ★  |                         |

### 專輯CD
HKT48
|     | 發行日期       | 專輯名稱    | 參與歌曲名稱     | 名義 | 收錄於 | 備註   |
| --- | -------------- | ----------- | ---------------- | ---- | ------ | ------ |
| 1st | 2017年12月27日 | 092         | 食指的子彈       |      | 全版本 | 主打曲 |
| 1st | 2017年12月27日 | 092         | Fan Meeting      | F24  | Type-C |        |
| 2nd | 2021年12月05日 | Outstanding | 突然 Do love me! |      | 全版本 | 主打曲 |
| 2nd | 2021年12月05日 | Outstanding | HAKATA吸血鬼     |      | Type-D |        |

AKB48
|     | 發行日期       | 專輯名稱             | 參與歌曲名稱        | 名義 | 收錄於 | 備註 |
| --- | -------------- | -------------------- | ------------------- | ---- | ------ | ---- |
| 8th | 2017年01月25日 | 点时成菁             | Runners High        |      | Type B |      |
| 9th | 2018年01月24日 | 那個黎明，我們都知道 | 抱歉，我喜歡上你了… |      | 劇場盤 |      |

### 劇場公演分組曲
HKT48
| 公演名稱                             | 參與歌曲名稱   | 備註      |
| ------------------------------------ | -------------- | --------- |
| 研究生時期                           |                |           |
| HKT48 向日葵組「睡衣兜風」公演       | 純情主義       |           |
| Team KIV 1st Stage「劇場的女神」公演 | 愛情的捉迷藏   | 前座Girls |
| HKT48 向日葵組公演「正在戀愛中」公演 | 7點12分的初戀  |           |
| HKT48 向日葵組公演「正在戀愛中」公演 | Faint          |           |
| HKT48 Team TII＋研究生「手牵手」公演 | Glory days     |           |
| HKT48 Team TII＋研究生「手牵手」公演 | 带我去温布尔登 |           |
| HKT48 Team TII＋研究生「手牵手」公演 | 雨珠钢琴师     |           |
| HKT48 Team TII＋研究生「手牵手」公演 | 巧克力的下落   |           |

打工AKB
| 公演名稱                                 | 參與歌曲名稱   | 備註 |
| ---------------------------------------- | -------------- | ---- |
| Team A 5th Stage「戀愛禁止條例」复活公演 | 暴風驟雨之間   | 伴舞 |
| Team A 5th Stage「戀愛禁止條例」复活公演 | 盛夏的聖誕玫瑰 | 伴舞 |

## 演出

### 電視劇
- 勇者義彥和被引導的七人 第九集（2016年12月3日，東京電視台）：飾演 口紅少女組（ルージュ）的成員[31][32]
- 陪酒須加學園 第七集（2016年12月18日，日本電視台）：飾演 松岡/西太公魚[33]

### 電視節目
- 早上了。KBC（2022年4月2日－2023年3月24日，九州朝日放送）- 報導記者[34]
  - Trip！北九州（2023年4月5日－2024年9月25日）[35][36]

### 舞台劇
- 博多座開場20周年記念公演「無仁義之戰〜她們（女人們）的殊死戰鬥篇～」（2019年11月9日－14日，博多座）：飾演 服務員秋子[37]

### 廣播
- HKT48的百道濱女學院（2020年7月14日－2023年3月21日，RKB電台）- 準班底成員[38]
- 福岡市人權啟發廣播節目「心靈的音樂盒」（2022年12月1日－22日、2023年2月1日－22日，CROSS FM）- 旁白[39]

### 網絡節目
- 「心靈的音樂盒」朗讀動畫（2022年12月22日，YouTube）[39]
  - シナリオ No.2『「生きた声」が心を開く』（高齢者）[40]
  - シナリオ No.4『生きた証しが刻まれた絵画』（ハンセン病）[41]
  - シナリオ No.12『「普通」「当たり前」に傷つくことも』（性的マイノリティ）[42]

### 活動
- UNIDOL2021−2022 Winter 決勝戰 / 敗者復活戰（2022年2月28日，中野太陽廣場）- MC[43][44]

## 書籍

### 寫真集
- AKB48玲奈七總選舉選拔写真集 16colors（2017年1月31日，德間書店）ISBN 978-4-19-864289-1[45]

### 雜誌連載
- EX大眾「贈予大家的花語」（2019年11月15日－2021年11月15日，雙葉社）[46][47]

## 外部連結
- HKT48個人介紹頁（日語）
- 松岡花的X（前Twitter） （日語）
- 松岡花的Instagram帳戶（日語）
- 松岡花 官方755 （页面存档备份，存于）（日語）
- 松岡 花（HKT48 Team KIV）的SHOWROOM專頁 （日語）